# 武陵郡
武陵郡（ぶりょう-ぐん）は、中国にかつて存在した郡。漢代から唐代にかけて、現在の湖南省北部・湖北省南部・貴州省東部・重慶市東南部・広西チワン族自治区北東部にまたがる地域に設置された。

## 概要
秦の昭襄王のときに立てられた黔中郡を前身とする。
漢の高祖のとき、武陵郡が置かれた。前漢の武陵郡は荊州に属し、索・孱陵・臨沅・沅陵・鐔成・潕陽・遷陵・辰陽・酉陽・義陵・佷山・零陽・充の13県を管轄した。王莽のとき、建平郡と改称された。
後漢が建てられると、武陵郡の称にもどされた。武陵郡は臨沅・孱陵・零陽・充・沅陵・沅南・辰陽・酉陽・遷陵・鐔成・作唐の12県を管轄した。
晋のとき、武陵郡は臨沅・竜陽・漢寿・沅陵・沅南・酉陽・遷陵・鐔成・潕陽・黚陽の10県を管轄した。
南朝宋のとき、武陵郡は郢州に属し、臨沅・竜陽・漢寿・沅陵・沅南・遷陵・辰陽・酉陽・潕陽・黚陽の10県を管轄した。
南朝斉のとき、武陵郡は臨沅・竜陽・漢寿・沅陵・沅南・遷陵・辰陽・酉陽・潕陽・黚陽の10県を管轄した。
南朝梁のとき、武陵郡は武州に属した。後に武州は沅州と改称された。
589年（開皇9年）、隋が南朝陳を滅ぼすと、武陵郡は廃止され、朗州に編入された。607年（大業3年）に州が廃止されて郡が置かれると、朗州が武陵郡と改称された。武陵郡は武陵・竜陽の2県を管轄した。
621年（武徳4年）、唐が蕭銑を平定すると、武陵郡は朗州と改められた。742年（天宝元年）、朗州は武陵郡と改称された。758年（乾元元年）、武陵郡は朗州と改称され、武陵郡の呼称は姿を消した。